# Aphelocoma insularis
Aphelocoma insularis е вид птица от семейство Вранови (Corvidae). Видът е световно застрашен, със статут Уязвим.

## Разпространение
Разпространен е в САЩ.